# Storyteller (відеогра)
Storyteller (укр. Оповідач) — відеогра 2023 року в жанрі головоломки, розроблена Даніелем Бенмерґі та випущена Annapurna Interactive 23 березня 2023 року для таких платформ, як Microsoft Windows і Nintendo Switch.

## Розробка
Storyteller розроблялась аргентинським ігровим дизайнером Даніелем Бенмерґі з 2009 року. Ранній прототип гри був нагороджений нагородою за інновації Фестивалю незалежних ігор Nuovo у 2012 році.
Бенмерґі розповів про виробниче пекло розробки під час презентації Fuckup Nights у 2020 році, детально описавши, як він покинув гру у 2015 році після того, як був змушений переїхати додому до матері (а згодом знову почав працювати над нею). У липні 2021 року вийшла обмежена за часом демоверсія гри.

## Огляди
| Агрегатор  | Оцінка                  |
| ---------- | ----------------------- |
| Metacritic | (NS) 73/100 (PC) 70/100 |

| Видання        | Оцінка |
| -------------- | ------ |
| Nintendo Life  | [ 11 ] |
| PC Gamer (США) | 76/100 |
| RPGFan         | 77/100 |
| Shacknews      | 7/10   |
| TouchArcade    | 4/5    |

Згідно з агрегатором рецензій Metacritic, Storyteller отримала «змішані або середні» відгуки.